# Alberto Bonisoli
Alberto Bonisoli (Castel d'Ario, 26 dicembre 1961) è un politico italiano, dal 1º giugno 2018 al 5 settembre 2019 ministro dei beni e delle attività culturali nel governo Conte I.

## Biografia
Nel 1986 si è laureato presso l'Università Bocconi, dove poi è stato professore di Innovation Management.
Dal 2012 è direttore della Nuova accademia di belle arti di Milano, presidente, dal 2013, della Piattaforma Sistema Formativo Moda e dal 2017 del “Coordinamento Istituzioni AFAM non Statali” costituita da Accademie Private ovvero dalla stessa NABA, Iuad Accademia della Moda di Napoli, Accademia Italiana di Arte, Moda e Design, Accademia LABA, Istituto d’Arte Applicata e Design (IAAD), Scuola di moda Burgo, Istituto Europeo del Design (IED), Accademia di Belle Arti di Brera, Istituto Modartech, Istituto Marangoni, Ferrari Fashion School.
È stato anche decano, dal 2008 al 2013, della Domus Academy, scuola di design di Milano.
Alle elezioni politiche del 2018 è stato candidato per il Movimento 5 Stelle alla Camera dei deputati, nel collegio uninominale Lombardia 1 - 12 (Milano centro), in cui è giunto terzo con il 13,8%, dietro al vincente Bruno Tabacci (centrosinistra) e a Cristina Rossello (centrodestra), non venendo quindi eletto.
È comunque nominato Ministro per i beni e le attività culturali nel Governo Conte I. Lo sarà sino al settembre 2019.
Alla fine del 2019 viene indicato dal Ministro per la pubblica amministrazione Fabiana Dadone quale Presidente di Formez PA, carica che assume a partire dall'inizio del 2020.

## Vita privata
Sposato con Lucia Veleva. La coppia ha due figli.

## Provvedimenti principali e critiche
Dal luglio 2014 il ministro Franceschini aveva disposto l'ingresso gratuito, ogni prima domenica del mese, a tutti i musei e luoghi della cultura statali. Una delle prime iniziative di Bonisoli come Ministro è la modifica di questa regola ponendo la disposizione della gratuità alla discrezione delle direzioni dei diversi musei. Nel mese di febbraio 2019 il ministro annuncia la pubblicazione in Gazzetta Ufficiale del provvedimento che aumenta da 12 a 20 i giorni di ingresso gratuito nei Musei e siti archeologici statali. L'iniziativa viene lanciata con il nome #iovadoalmuseo realizzando, per la comunicazione degli istituti partecipanti, un sito apposito.
Dopo il crollo del tetto della chiesa di San Giuseppe dei Falegnami ai Fori al fine di favorire la semplificazione in materia di sicurezza di beni culturali rende operativa l’Unità per la Sicurezza del Patrimonio Culturale del Mibac, istituita nel 2017 e mai entrata in funzione. All'unità è assegnato il compito di unificare le diverse strutture che si occupavano di sicurezza al fine di un migliore coordinamento delle competenze.
Nel settembre 2018 facendo un paragone con i migranti ha affermato "Quando arrivano alcune specie di piante da fuori, se non c'è un processo artificiale che regola l'acclimatamento possono diventare infestanti."
Il 9 aprile 2018, ospite del programma di Rai Radio 1 Un giorno da pecora condotto da Geppi Cucciari e Giorgio Lauro, ha dichiarato che "i cinepanettoni e il Grande Fratello sono cultura": sui cinepanettoni ha espresso la sua opinione affermando che "in Italia siamo specializzati nello scoprirlo dopo. Totò era un grande dopo, Franco e Ciccio dopo”, mentre per quanto riguarda il Grande Fratello: "se a qualcuno interessa quel tipo di offerta culturale o di programma, gli piace e se ne fa una narrazione, quella può essere un’offerta culturale."
Sempre nello stesso programma ha affermato di non aver tempo di leggere i libri finalisti del Premio Strega.
Nel mese di giugno del 2019 il Ministro presenta una bozza di DPCM sulla riorganizzazione del Ministero. Il provvedimento recepisce le disposizioni del decreto-legge 12 luglio 2018, n. 86 in materia di attribuzioni dei Ministeri, che ha disposto il trasferimento delle competenze sul turismo al Ministero delle politiche agricole alimentari e forestali e apporta alcune modifiche organizzative. La discussione sul provvedimento vide reazioni vivaci da parte di storici e giornalisti quali Tomaso Montanari,  Maurizio Stefanini e Sergio Rizzo.